# Jericho, Vermont
Jericho är en kommun (town) i Chittenden County i delstaten  Vermont i USA. Vid folkräkningen år 2000 bodde 5 015 personer på orten. Den har enligt United States Census Bureau en area på totalt 91,8 km² varav 0,1 km² är vatten.  